# Polyardis silvalis
Polyardis silvalis är en tvåvingeart som först beskrevs av Camillo Rondani 1840.  Polyardis silvalis ingår i släktet Polyardis och familjen gallmyggor. Arten är reproducerande i Sverige. Inga underarter finns listade i Catalogue of Life.